# Michal Šanda

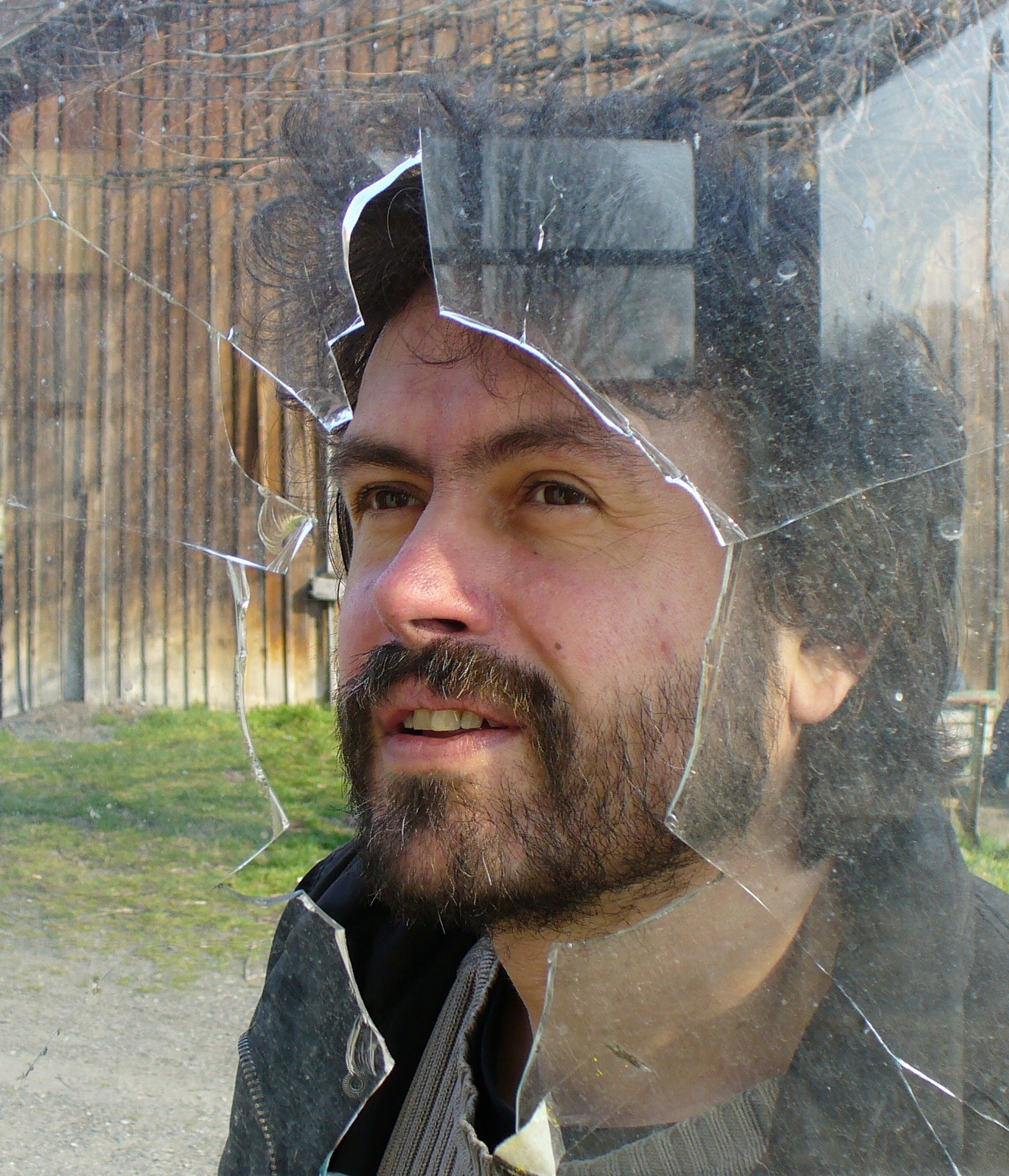
Michal Šanda (2007)

Michal Šanda (* 10. Dezember 1965 in Prag) ist ein tschechischer Dichter und Schriftsteller.

## Leben
Nach seinem Abitur auf dem Jan-Neruda-Gymnasium in Prag hat Šanda verschiedenste Beschäftigungen ausgeübt: Er arbeitete als Steinmetz, Lagerarbeiter, Buchhändler etc. Seit 1993 ist er als Archivar im Art Institut - Theater Institut Prag tätig.

## Bibliographie

### Kollektive Arbeit
- Generál v umyvadle plném blues, Větrné mlýny, Brünn, ISBN 978-80-7443-467-9, (2022)

### Gedichtsammlungen
- stoa, KIC Brünn, (1994)
- Ošklivé příběhy z krásných slov, Protis Prag, ISBN 80-85940-20-5, (1996)
- Metro, Protis Prag, ISBN 80-85940-48-5, (1998 und 2005)
- Dvacet deka ovaru, Klokočí a Knihovna Jana Drdy Prag, ISBN 80-86240-05-3, (1998)
- Býkárna, Druhé město Brünn, ISBN 80-7227-252-7, mit Milan Ohnisko und Ivan Wernisch, (2006)
- Remington pod kredencí, Protis Prag, ISBN 978-80-7386-050-9, (2009)
- Rabování samozvaného generála Rona Zacapy v hostinci U Hrocha, Nakladatelství Pavel Mervart Červený Kostelec, ISBN 978-80-7465-155-7, (2015)

### Prosa
- Blues 1890-1940, Petrov Brünn, ISBN 80-7227-067-2, (2000)
- Obecní radní Stoklasné Lhoty vydraživší za 37 Kč vycpaného jezevce pro potřeby školního kabinetu, Petrov Brünn, ISBN 80-7227-110-5, (2001)
- Sudamerická romance, Petrov Brünn, ISBN 80-7227-164-4, (2003)
- Kecanice, Protis Prag, ISBN 80-85940-75-2, (2006)
- Dopisy, Dybbuk Prag, ISBN 978-80-86862-85-9, mit Karel Havlíček Borovský, (2009)
- Sebrané spí si, Nakladatelství Petr Štengl Prag, ISBN 978-80-87563-04-5, (2012)
- MUDr. PhDr. Jarmila Beichtenová: Kazuistika pacientů Michala Šandy a Jakuba Šofara – literární anamnéza, Novela bohemica Prag, ISBN 978-80-87683-28-6, (2014)
- Jakápak prdel, Týnská literární kavárna Prag, ISBN 978-80-903065-9-2 und Druhé město Brünn, ISBN 978-80-7227-364-5, mit Ivan Wernisch, (2015)
- Autorské poznámky k divadelní grotesce Sráči, Nakladatelství Petr Štengl Prag, ISBN 978-80-87563-35-9, (2015)
- Masná kuchařka mistra řezníka z Nelahozevsi Antonína Dvořáka, Dybbuk Prag, ISBN 978-80-7438-152-2, (2016)
- Údolí, Dybbuk Prag, ISBN 978-80-7438-469-1 und ISBN 978-80-7438-472-1, künstlerische Prosa (2017)
- Hemingwayův býk, Milan Hodek | Paper Jam Hradec Králové, ISBN 978-80-87688-79-3, (2018)
- Umyvadlo plné vajglů, Dybbuk Prag, ISBN 978-80-7438-227-7, (2020)
- Mozek z blázna, Malvern Prag, ISBN 978-80-7530-450-6, (2023)
- Grotesky, Malvern Prag, ISBN 978-80-7530-541-1, (2024)

### Bücher für Kinder und Jugendliche
- Merekvice, Dybbuk Prag, ISBN 978-80-86862-53-8, (2008)
- Oskarovy rybářské trofeje, Novela bohemica Prag, ISBN 978-80-87683-38-5, (2014)
- Dr. Moul, Michal Šanda Prag, ISBN 978-80-270-3653-0, (2018)
- Kosáku, co to máš v zobáku?, Meander Prag, ISBN 978-80-7558-105-1, (2019)
- Rukulíbám, Meander Prag, ISBN 978-80-7558-133-4, (2020)
- Tibbles, Meander Prag, ISBN 978-80-7558-165-5, (2021)
- Viktor & Віктор, Meander Prag, ISBN 978-80-7558-177-8, (2022)
- Tibbles the Cat, Albatros Media Group Prag, ISBN 978-80-00-07005-6, (2023)
- Lední medvěd Rio zachraňuje prales, Meander Prag, ISBN 978-80-7558-223-2, (2023)
- Kruh, Meander Prag, ISBN 978-80-7558-239-3, (2023)
- Hravě o dopravě, Meander Prag, ISBN 978-80-7558-264-5, (2024)
- Čtverec, Meander Prag, ISBN 978-80-7558-267-6, (2024)

### Theaterstücke
- Španělské ptáčky, Větrné mlýny Brünn, ISSN 1213-7022, (2006)
- Sorento, Větrné mlýny Brünn, ISBN 978-80-7443-048-0, (2011)

### Anthologie
- Špacírkou přes čenich!, Nakladatelství Paseka Prag und Leitomischl, ISBN 978-80-7432-296-9, (2013)